# SS Rakuyō Maru
Le SS Rakuyō Maru (楽洋丸) était un navire à passagers et cargo japonais de la Nippon Yusen Kaisha (NYK Lines) lancé en 1921. Au service de la marine impériale japonaise, comme hell ship et transport de troupes, il a été torpillé par le sous-marin américain USS Sealion le 12 septembre 1944 entrainant la noyade de nombreux prisonniers de guerre britanniques et australiens, soldats et membres d'équipage japonais.

## Historique
Le SS Rakuyō Maru a été construit en 1920, par la Mitsubishi Heavy Industries à Nagasaki pour la compagnie maritime Nippon Yusen Kaisha.

## Naufrage

Rescapés secourus par l'USS Sealion

Le transport de troupes et hell ship Rakuyō Maru faisait partie du convoi HI-72, transportant quelque 1317 prisonniers de guerre australiens et britanniques de Singapour à Formose (Taïwan). Un autre navire du convoi était le SS Kachidoki Maru avec 950 prisonniers de guerre et 1095 soldats japonais à bord.
Le matin du 12 septembre 1944, le convoi est attaqué dans le détroit de Luçon par une meute de loups composée de trois sous-marins américains : Growler, Pampanito et Sealion. Kachidoki Maru a été torpillé par Sealion et coulé avec 488 victimes, principalement des prisonniers de guerre.
Le Rakuyō Maru a été torpillé et coulé par Sealion. Les survivants ont été secourus par un navire d'escorte, laissant des prisonniers de guerre dans l'eau avec des radeaux et des bateaux abandonnés.
Au total, 1.159 prisonniers de guerre sont morts. 350 des morts ont été bombardés dans des canots de sauvetage et tués par un navire de la marine japonaise le lendemain alors qu'ils ramaient vers la terre. Le 15 septembre, les trois sous-marins sont revenus dans la région et ont sauvé 149 prisonniers de guerre survivants qui se trouvaient sur des radeaux. Quatre autres sont morts avant d'avoir pu être débarqués au port de Tanapag à Saipan, dans les îles Mariannes.

### Liens connexes
- Liste des hell ships japonais
- Liste des navires coulés par sous-marins par nombre de morts